# Kobieta w czerni (film 2012)
Kobieta w czerni (ang. The Woman in Black) – kanadyjsko-brytyjsko-szwedzki horror z 2012 roku w reżyserii Jamesa Watkinsa. Wyprodukowany przez Hammer Film Productions. Film powstał na podstawie powieści Susan Hill pod tym samym tytułem.
Premiera filmu w Stanach Zjednoczonych i w Kanadzie odbyła się 3 lutego 2012 roku. Tydzień później (10 lutego) premiera filmu odbyła się w Wielkiej Brytanii. W Polsce film pojawił się 2 marca 2012 roku.

## Opis fabuły
Edwardiańska Anglia. Do miasteczka Crythin Gifford przyjeżdża młody notariusz Arthur Kipps (Daniel Radcliffe), który ma uporządkować sprawy spadkowe po zmarłej właścicielce „Domu na Węgorzowych Moczarach”. Pojawia się jednak problem. Na miejscu niewiele może dowiedzieć się na temat nieżyjącej właścicielki posiadłości. Okoliczni mieszkańcy boją się mówić. W pobliżu opuszczonej posiadłości czasami pojawia się bowiem kobieca postać ubrana na czarno i wszyscy wiedzą, co to oznacza – wkrótce w okolicy umrze jakieś dziecko. Pewnego dnia, w czasie odpływu, Kipps postanawia udać się do przeklętego miejsca.

## Obsada
- Daniel Radcliffe jako Arthur Kipps
- Ciarán Hinds jako Sam Daily
- Janet McTeer jako Elizabeth Daily
- Sophie Stuckey jako Stella Kipps
- Misha Handley jako Joseph Kipps
- Liz White jako Jennet Humfrye
- Daniel Cerquiera jako Keckwick
- Tim McMullan jako Jerome
- Aoife Doherty jako Lucy Jerome
- Roger Allam jako pan Bentley
- Victor McGuire jako Gerald Hardy
- Alexia Osborne jako Victoria Hardy

i inni

## Opinie
Redaktorzy witryny filmyfantastyczne.pl wymienili projekt w notowaniu stu najlepszych horrorów, jakie kiedykolwiek powstały, przypisując mu pozycję dwudziestą piątą.